# Matz Arnström
Matz Arnström, född 1970 i Stockholm, är en svensk fotograf, bildproducent och musiker bosatt i Karlskrona.
Arnström är flerfaldig vinnare av Guldeken under 2000-talet. Han började sin karriär som pressfotograf på Sydöstran 1988 och har arbetat med bilindustrin som reklamfotograf åt bland annat SAAB, Mobil Corporation och Bilindustriföreningen idag kallat Bil Sweden sedan 1991. Sedan 2000 har han producerat över 100 reklamfilmer och är utbildare för Apple i Final Cut Pro.